# Gare de Pestszentimre felső
La gare de Pestszentimre felső (en hongrois : Pestszentimre felső vasútállomás) est une gare ferroviaire secondaire de Budapest. 